# コマルカ・ドス・アンカーレス
コマルカ・ドス・アンカーレス（Comarca dos Ancares）はガリシア州ルーゴ県のコマルカで、同県の東部に位置する。
バラージャ、ベセレアー、セルバンテス、ナビア・デ・スアルナ、アス・ノガイス、ペドラフィータ・ド・セブレイロの6自治体によって構成される。
隣接するコマルカは、北がコマルカ・ダ・フォンサグラーダ、西がコマルカ・デ・ルーゴとコマルカ・デ・サリア、南がコマルカ・デ・キローガである。また、東はアストゥリアス州と、カスティーリャ・イ・レオン州のレオン県に接している。
面積は1,048.7km²で、2010年の人口は11,837人（2007年：13,307人）。コマルカの中心地区は自治体ベセレアーのベセレアー教区のベセレアー地区。

## 地理
ガリシア州の最東端のカンタブリア山脈の高地に位置し、ガリシア山脈の東部およびアンカレス山脈に当たる。域内にはムスタリャル山（1,924 m）、ペナロンガ山（1,842 m）、コルノ・マルディト山（1,847 m）などの高い山がある。一帯はナビア川の上流部に当たり、多数の谷がある。
コマルカ内のセルバンテス、ナビア・デ・スアルナおよびベセレアー一帯の山々にはヨーロッパダケカンバ、ピレネーオーク、セイヨウハシバミ、セイヨウヒイラギなどの生える多様な森林があり、ヒグマ、シロツメザリガニ、カタツムリのElona quimperiana、キンスジサラマンダー、カエルのDiscoglossus galganoi、トカゲのIberolacerta monticolaとLacerta schreiberiなどの動物が生息している。2006年にユネスコの生物圏保護区に指定された。
| コマルカ・ドス・アンカーレスの構成自治体（2010年）     |            |             |                    |
| 自治体                                                 | 人口（人） | 面積（km²） | 人口密度（人/km²） |
| バラージャ                                             | 2,916      | 141.2       | 20.7               |
| ベセレアー                                             | 3,181      | 172.1       | 18.5               |
| セルバンテス                                           | 1,695      | 277.6       | 6.1                |
| ナビア・デ・スアルナ                                   | 1,421      | 242.6       | 5.9                |
| アス・ノガイス                                         | 1,361      | 110.3       | 12.3               |
| ペドラフィータ・ド・セブレイロ                         | 1.263      | 104.9       | 12.0               |
| 計                                                     | 11,837     | 1,048.7     | 11.3               |
| 出典: INE（スペイン国立統計局）、IGE（ガリシア統計局） |            |             |                    |